# Massachusetts Marauders
Die Massachusetts Marauders waren ein Arena-Football-Team aus Worcester, Massachusetts, das in der Arena Football League (AFL) spielte. Das Franchise wurde 1988 als Detroit Drive gegründet und zogen 1994 nach Worcester um.

## Geschichte

### Detroit Drive (1988–1993)
Das Franchise wurde 1988 als Detroit Drive gegründet und nahm im gleichen Jahr in der AFL teil. In den fünf teilnehmenden Jahren erreichten die Drive nicht nur jedes Jahr die Playoffs, sondern gewannen auch vier Mal den ArenaBowl.
Der Eigentümer der Drive, Mike Ilitch, war es auch, der das MLB-Baseball Team Detroit Tigers 1993 gründete. Da Baseball in Amerika das Non Plus Ultra ist, beschloss der aktuelle Ilitch das Franchise zu verkaufen. Grund dafür war, dass Ilitch nicht mit den Tigers um Zuschauer konkurrieren wollte. So wurden die Drive 1993 verkauft, obwohl das Franchise in jeder ihrer Spielzeiten den ArenaBowl erreichte.

### Massachusetts Marauders
Ilitch verkaufte die Mannschaft an Joseph O’Hara. Dieser zog das Franchise von Detroit nach Worcester, Massachusetts und benannte es in Massachusetts Marauders. Diese spielten allerdings nur eine Saison in der AFL, die im Halbfinale der Playoffs gegen die Orlando Predators scheiterten. Nach der Saison 1994 wurden die Marauders aufgelöst.

## Saisonstatistiken
| Jahr | Team                    | Liga | S  | N | Playoffs erreicht | Playoffrunde |
| ---- | ----------------------- | ---- | -- | - | ----------------- | --- |
| 1988 | Detroit Drive           | AFL  | 9  | 3 | ja                | S Halbfinale gg. Pittsburgh Gladiators 34:25 S ArenaBowl gg. Chicago Bruisers 24:13                                      |
| 1989 | Detroit Drive           | AFL  | 3  | 1 | ja                | S Halbfinale gg. Chicago Bruisers 43:10 S ArenaBowl gg. Pittsburgh Gladiators 39:26                                      |
| 1990 | Detroit Drive           | AFL  | 6  | 2 | ja                | S Halbfinale gg. Pittsburgh Gladiators 61:30 S ArenaBowl gg. Dallas Texans 51:27                                         |
| 1991 | Detroit Drive           | AFL  | 9  | 1 | ja                | S Halbfinale gg. Albany Firebirds 37:35 N ArenaBowl gg. Tampa Bay Storm 42:48                                            |
| 1992 | Detroit Drive           | AFL  | 8  | 2 | ja                | S Viertelfinale gg. Sacramento Attack 48:23 S Halbfinale gg. Dallas Texans 57:14 S ArenaBowl gg. Orlando Predators 56:38 |
| 1993 | Detroit Drive           | AFL  | 11 | 1 | ja                | S Viertelfinale gg. Dallas Texans 51:6 S Halbfinale gg. Arizona Rattlers 38:34 N ArenaBowl gg. Tampa Bay Storm 31:51     |
| 1994 | Massachusetts Marauders | AFL  | 8  | 4 | ja                | S Viertelfinale gg. Tampa Bay Storm 58:51 N Halbfinale gg. Orlando Predators 42:51                                       |

## Zuschauerentwicklung
| Jahr | Team                    | Zuschauerdurchschnitt                                          |
| ---- | ----------------------- | -------------------------------------------------------------- |
| 1988 | Detroit Drive           | 14.095                                                         |
| 1989 | Detroit Drive           | 6.834 (Saison nicht im Stadion der Heimmannschaft ausgetragen) |
| 1990 | Detroit Drive           | 9.078 (Saison nicht im Stadion der Heimmannschaft ausgetragen) |
| 1991 | Detroit Drive           | 15.555                                                         |
| 1992 | Detroit Drive           | 14.686                                                         |
| 1993 | Detroit Drive           | 14.760                                                         |
| 1994 | Massachusetts Marauders | 7.474                                                          |